# Léiodès
Dans la mythologie grecque, Léiodès ou Liodès (en grec ancien : Λειώδης / Leiṓdēs) est un devin et un des prétendants de Pénélope, tué par Ulysse dans l’Odyssée.

## Étymologie
Le nom Léiodès, en grec ancien Λειώδης / Leiṓdēs, est rapproché de λεῖος / leîos, signifiant « lisse ».

## Mythe
Léiodès est un des prétendants de Pénélope originaire d'Ithaque, et est le fils d'Œnops. Il est haruspice, prêtre et devin.
Dans le chant XXI de l’Odyssée, au moment du concours pour désigner le futur époux de Pénélope, Léiodès est le premier à se saisir de l'arc d'Ulysse et prophétise la mort des prétendants,.
Dans le chant suivant, alors que Télémaque et Ulysse massacre les prétendants, Léiodès se jette aux pieds de ce dernier pour le supplier de l'épargner, mais est malgré tout décapité,. Des trois hommes ayant servi les prétendants au sein du palais d'Ulysse — l'aède Phémios, le héraut Médon et lui-même —, Léiodès est le seul qui ne reçoit pas la clémence du roi.

## Représentations
Les prétendants de Pénélope font l'objet de représentations exclusivement collectives et majoritairement anonymes, mais Léiodès peut parfois être reconnu : sur un bol béotien perdu des Musées d'État de Berlin, il est représenté, accompagné d'une inscription le nommant, en train de supplier Ulysse qui lui plante son épée dans le dos. Sur un fragment d'une phiale à figures rouges de Pyrgi, une tête coupée laisse penser qu'il s'agit d'une représentation de Léiodès.

## Postérité
Au XVIe siècle, Hubert Thomas (de) propose plusieurs étymologies du nom de la ville de Liège : l'une d'elle, légendaire, est qu'Œnops, compagnon d'Ulysse (qui aurait précédemment fondé la ville d'Asciburgium (de) sur le Rhin), aurait à son tour fondé la ville de Liège et l'aurait nommé Leodium en référence à son fils, Léiodès.

### Sources antiques
1. ↑  Pseudo-Apollodore, Épitome [détail des éditions] [lire en ligne], VII, 30.
2. ↑  Homère, Odyssée [détail des éditions] [lire en ligne], XXI, 140-154.
3. ↑  Homère, Odyssée [détail des éditions] [lire en ligne], XXII, 321-327.